# Коле Кавикио (Фрозиноне)
Коле Кавикио је насеље у Италији у округу Фрозиноне, региону Лацио.
Према процени из 2011. у насељу је живело 15 становника. Насеље се налази на надморској висини од 478 м.